# Calamotropha atkinsoni
Calamotropha atkinsoni là một loài bướm đêm trong họ Crambidae.